# Sauris subnigrata
Sauris subnigrata är en fjärilsart som beskrevs av W. Warren 1905. Sauris subnigrata ingår i släktet Sauris och familjen mätare. Inga underarter finns listade.